# 成都造币厂
成都造币厂，中国清末及民国时期的重要造币厂之一，始建于光绪二十二年（1896年）。

## 历史
光绪二十二年（1896年），四川总督鹿传霖向清廷奏准后，在兵工厂成都机器局内开办银元局。造币机器由位于美国新泽西州的汉立克纳浦厂（Ferracute Machine Company）供应。中国政府当时打算在武昌及成都分别新建产能为每日三十万枚与二十五万枚的铜币制造厂，在成都兴建一座产能每日十五万枚的银币制造厂，并透过洋行向各国厂商访价，最终汉立克纳浦厂获得该案。
按照合同，得标者须负责全套有关设备，其中印花机、冲饼机、冲孔机、制模机等可能为汉立克纳浦厂自造，溶炉、退火炉、浇铸炉、轧片机、锅炉、传动配备等则是汉厂向其他厂商购置，另制币用模可能为费城造币厂代办。机器在1897年初完成，并于3月22日试车，全部机具于试车完成后即装箱运出，此次出口中国是汉厂首次销售设备至外国。
光绪二十四年（1898年）六月，厂房落成，制造商的技师强必尔（Henry Janvier）、洋行的英籍办事员艾文澜（Henry Everall）与机器到达成都。7月12日完成试车。
光绪二十五年（1899年）六月，各省奉旨将银元改归湖北及广东代铸，川厂因而停铸。
光绪二十七年（1901年）四川总督奎俊以四川省地僻道险，求邻靡易，奏准复设，当年10月开工专铸“七二”银元。

## 铸币数量
| 年号纪年               | 公元纪年      | 数量    | 版式 |
| ---------------------- | ------------- | ------- | --- |
| 光绪二十七年至二十八年 | 1901年-1902年 | 1404737 | 四川省造光绪元宝，有四角龙、大头龙、尖角龙、珍珠龙、剑毛龙、兔面龙、龅齿龙、折金、误3、点绪系列，其中四角龙为初模铸造。 |
| 光绪二十九年           | 1903年        | 781609  | 四川省造光绪元宝，有四角龙、大头龙、尖角龙、珍珠龙、剑毛龙、兔面龙、龅齿龙、折金、误3、点绪系列，其中四角龙为初模铸造。 |
| 光绪三十年             |               | 323523  | 四川省造光绪元宝，有四角龙、大头龙、尖角龙、珍珠龙、剑毛龙、兔面龙、龅齿龙、折金、误3、点绪系列，其中四角龙为初模铸造。 |
| 光绪三十一年           |               | 226411  | 四川省造光绪元宝，有四角龙、大头龙、尖角龙、珍珠龙、剑毛龙、兔面龙、龅齿龙、折金、误3、点绪系列，其中四角龙为初模铸造。 |
| 光绪三十二年           |               | 1080538 | 四川省造光绪元宝，有四角龙、大头龙、尖角龙、珍珠龙、剑毛龙、兔面龙、龅齿龙、折金、误3、点绪系列，其中四角龙为初模铸造。 |
| 光绪三十三年           |               | 1493162 | 四川省造光绪元宝，有四角龙、大头龙、尖角龙、珍珠龙、剑毛龙、兔面龙、龅齿龙、折金、误3、点绪系列，其中四角龙为初模铸造。 |
| 光绪三十四年           |               | 1180823 | 四川省造光绪元宝，有四角龙、大头龙、尖角龙、珍珠龙、剑毛龙、兔面龙、龅齿龙、折金、误3、点绪系列，其中四角龙为初模铸造。 |
| 宣统元年               |               | 1792768 | 四川省造宣统元宝 |
| 宣统二年               |               | 738107  | 四川省造宣统元宝 |
| 宣统三年               |               | 316730  | 四川省造宣统元宝 |